# 戈塞特 (伊利諾伊州)
戈塞特（英語：Gossett）是位於美國伊利諾伊州懷特縣的一個非建制地區。該地的面積和人口皆未知。

## 地理
戈塞特的座標為37°55′24″N 88°22′09″W / 37.92333°N 88.36917°W，而該地的平均海拔高度為149米（即489英尺）。